# ジミー・ファロン
ジェイムズ・トーマス・"ジミー"・ファロン（James Thomas "Jimmy" Fallon、1974年9月19日 - ）はアメリカ合衆国のテレビ司会者、コメディアン、俳優 。
NBCの深夜のトーク番組『ザ・トゥナイト・ショー・スターリング・ジミー・ファロン』の司会を務めている。それまでいくつか映画出演したが、1998年から2004年まで『サタデー・ナイト・ライブ』、2009年から2014年まで『レイト・ナイト・ウィズ・ジミー・ファロン』に出演していたことで知られる。
2013年4月3日、NBCはソチオリンピック開催期間中に『ザ・トゥナイト・ショー』の司会がジェイ・レノからジミー・ファロンに交替することを発表した。これに伴い、ファロンは『レイト・ナイト』を降板することとなった。ファロンは『ザ・トゥナイト・ショー』について「『レイト・ナイト』と同様の番組」とし、「何も変わらない。より目を引くものとなるが、基本的には変わらない」と語った。

## 来歴
ニューヨーク・ブルックリン区でベトナム帰還兵である父ジェイムズ・W・ファロンと母グロリア（旧姓フィーリー）のもとに生まれた。父親がIBMに勤務している間、一家はニューヨーク州キングストン近くのソーガティーズに居住していた。祖先は8分の5がアイルランド系、8分の2がドイツ系、母方の曽祖父ハンス・ホヴルセンはノルウェーのフレドリクスタからの移民である。
幼少の頃、彼と彼の姉のグロリアが『サタデー・ナイト・ライブ』のネタを真似したところを両親が撮影していた。大学在学中、寮で毎週この番組を観ていた。10代の頃にはジェームズ・キャグニーなどの物真似を両親の前でして見せた。ちなみに後にファロンはギャグニーのビルに住むこととなった。音楽にも傾倒し、13歳でギターを始めた。その後コンテストやショーなどでコメディや演奏を披露するようになった。

### 学歴
ソーガティーズにあるカトリック系の小学校であるSt. Mary of the Snow 、1992年にソーガティーズ高等学校を卒業した。その後ニューヨーク州オールバニにあるThe College of Saint Roseでコンピューターサイエンスを専攻し、4年生でコミュニケーション学に転向したが、その後単位が足りず中退した。「私はコンピューター・サイエンスを専攻した。本当に難しくて一度逃げ出したこともある。C++に取り掛かったが、私は計算ができず難儀した。コミュニケーション学に転向したが正直言っておかしな学問であった」と思い返した。後にコミュニケーション学部長がファロンのいるニューヨークを訪れて直々に追試を行ない、2009年5月9日、ファロンはコミュニケーション学士および名誉学位を授与された。。この第86回卒業式でファロンはスピーチも行なった。その夜の『サタデー・ナイト・ライヴ』のエンディングでは卒業証書を掲げていた。

## キャリア

### スタンダップ・コメディ
ファロンは自身の成功のためにトロール人形を信じていた。高校を卒業する時に卒業式用の帽子と共にトロール人形を贈られた。ファロンの母はニューヨーク州ポキプシーにあるBananas Comedy Club で行なわれるオーディションの情報を得た。ファロンはスタンダップ・コメディでトロール人形のコマーシャルのネタを思いついた。またスポークスパーソンのオーディションを受けるという設定で数々のセレブリティの物真似をした。オーディションで合格し、ツアー公演を行なった。ロサンゼルスで演劇集団The Groundlings と共に即興劇を学んだ。

### 初期
映画『The Scheme 』(当初の題名は『The Entrepreneurs 』)に出演した。『Father's Day 』では台詞が1行あったがカットされ、その他大勢として見ることができる。1998年、『スピン・シティ』第2シーズンに端役の写真売りの役で出演した。1998年終盤までロサンゼルスのグラウンドリング・シアターで演技の勉強をし、劇場のThe Improv で1公演7.5ドルを得て、そこで深夜に放送される長寿スケッチ・コメディー番組『サタデー・ナイト・ライブ』のニューヨークで行なわれるオーディションを受けるように薦められた。この時の物真似のレパートリーはジェリー・サインフェルド、フレンチ・スチュワート、パット・オブライアン、クリス・ロック、ヒラリー・スワンク、ギルバート・ゴットフリード、エンリケ・イグレシアス、キアヌ・リーブス、デニス・ミラー、アダム・サンドラー、ジェフ・フォックスワーシー、エディ・マーフィ、ラリー・ザ・ケーブル・ガイであった。歌真似ではU2のボノ、カウンティング・クロウズのアダム・デュリッツ、アラニス・モリセット、ザ・キュアーのロバート・スミスであった。

### 『サタデー・ナイト・ライヴ』
1998年から1999年の『サタデー・ナイト・ライヴ』でファロンは物真似により確固たる地位を築き、1999年夏には主要キャストとなった。ファロンの主なネタはコリン・クインの『Update 』のコーナーでの歌のパロディで、『Update 』のコーナーをクインから引き継いだ後もこのネタは続けられた。2000年10月7日のシーズン・プレミアでティナ・フェイと共に『Weekend Update 』のアンカーとなった。2004年、『サタデー・ナイト・ライヴ』を降板し、映画界へ進出した。
2011年12月17日の1夜限りで『サタデー・ナイト・ライヴ』に復帰して司会を務め、降板後数年間に放送されたネタにカメオ出演した。この時の司会によりプライムタイム・エミー賞ゲスト男優賞コメディ部門を受賞した。

### 『レイト・ナイト・ウィズ・ジミー・ファロン』
2009年より、ジェイ・レノの後任で『ザ・トゥナイト・ショー・ウィズ・コナン・オブライエン』放送開始のため降板した、同じく『サタデー・ナイト・ライヴ』出身のコナン・オブライエンが司会を務めていた番組を引き継ぎ、『レイト・ナイト・ウィズ・ジミー・ファロン』の後任司会者を務めた。2008年4月24日に決定し、5月12日に公式発表された。記者会見の様子はHuluで放送された。
2009年3月2日、ゲストにロバート・デ・ニーロ、ジャスティン・ティンバーレイク、ニック・カーター、音楽ゲストにヴァン・モリソンを迎えて初回放送された。第1週目のゲストはティナ・フェイ、ジョン・ボン・ジョヴィ、キャメロン・ディアス、ドナルド・トランプ、ドリュー・バリモアなど。
ファロンによる歌真似や物真似のコーナーがあり、ポピュラー・カルチャーで起こった出来事を風刺して替え歌にし、これらのパフォーマンスは動画で急速に広まった。2011年5月26日、ゲストであるクロスビー、スティルス、ナッシュ&ヤングのグラハム・ナッシュ、デヴィッド・クロスビーと共にファロンはニール・ヤングの物真似をした。他に、エディ・ヴェダー、パール・ジャムを真似て『Jeremy 』を演奏してニューヨーク・ニックスのジェレミー・リンについて替え歌で歌唱、ドアーズと共にPBSの子供番組『Reading Rainbow 』のテーマ曲を演奏、ニール・ヤングの物真似で『The Fresh Prince of Bel-Air 』のテーマ曲の演奏、デヴィッド・ボウイの『スペイス・オディティ』を演奏してデンバー・ブロンコスのクォーターバックのティム・ティーボウについての替え歌を歌唱した。2012年1月、このデヴィッド・ボウイの替え歌が初めて放送され、信心深いことで知られるティーボウの物真似「ティーボウイ」を演じ、動画が急速に広まった。好評を受け、ブロンコスがペイトン・マニングを獲得した2012年3月20日に再演し、ティーボウとのトレードを示唆した。ファロンはその後も有名歌手を中心に物真似を続けた。
2011年3月2日、番組2周年記念にベン&ジェリーズは「Late Night Snack 」を製造した。翌日『コルベア・レポー』はこれをパロディ化し、双方の司会者はネタとして短期間争っていた。コルベアはこのアイス・クリームの味を冗談で散々けなした。
2011年11月21日、2012年アメリカ合衆国大統領共和党予備選挙に立候補したアメリカ合衆国下院議員ミシェル・バックマンがゲスト出演した。彼女が登場する時、バンドのThe Roots はFishbone の『Lyin' Ass Bitch 』を歌の部分はハミングにより演奏した。数時間後、ドラム奏者のQuestlove は選曲について「昨夜の曲が気に入った人たち、私たちの演奏が気に入ったでしょう。最高だ。曲名は言わないけれどもわからなかったら周りに聞いてくれ」とツイートした。民主党女性議員たちから批判があり、ファロンは「昨夜ブキャナン氏がゲスト出演してくれたことを誇りに思います。曲については申し訳ない」と謝罪をツイートした。またファロンはQuestlove について「出演禁止」とからかった。
2013年8月現在、ファロンは『レイト・ナイト』で年1,100万ドルを稼いでいる。
2014年1月、ブルース・スプリングスティーンの物真似をしたファロンは本人と共演し、スプリングスティーンのヒット曲『明日なき暴走』を替え歌にし、ニュージャージー州知事のクリス・クリスティおよびフォートリー道路閉鎖報復渋滞疑惑について嘲った。

### 『ザ・トゥナイト・ショー』
2013年4月3日、かねてより噂となっていた通り、NBCは公式に2014年のソチオリンピックの後から『ザ・トゥナイト・ショー』の司会がジェイ・レノからファロンに交代すると発表された。

### その他
ファロンは『TAXI NY』、『僕のニューヨークライフ』、『あの頃ペニー・レインと』、『2番目のキス』、『バンド・オブ・ブラザース』、『The Magic Roundabout 』、『ファクトリー・ガール』、『ローラーガールズ・ダイアリー』などに出演した。また時々ニューヨーク、マサチューセッツ州ボストンにあるハウス・オブ・ブルースなどで時々スタンダップ・コメディにも出演している。
2002年、コメディ・アルバム『The Bathroom Wall 』を発表した。評判は賛否両論で、『ローリング・ストーン』誌はアルバム内の『Idiot Boyfriend 』について「プリンスのパロディとしてはベックの『Debra 』に次いで最高」と評した。しかしその一方、同誌はコメディのネタとしては酷評し、最終的に5つ星中2つ星しかつけなかった。このアルバムは第45回グラミー賞最優秀スポークン・コメディ・アルバム賞にノミネートされた。2001年6月7日、キルスティン・ダンストと共にMTVムービー・アワードの司会を務めた。この授賞式の中でファロンは『セックス・アンド・ザ・シティ』と『マトリックス』のパロディ『Sex and the Matrix 』でネオを演じた。2002年には同授賞式の単独司会を務めた。このオープニングではエミネム、アヴリル・ラヴィーン、ネリー、ザ・ホワイト・ストライプス、デイヴ・マシューズ、エンリケ・イグレシアスのミュージック・ビデオのパロディが放送された。
2002年、『THE RUTLES 2: Can't Buy Me Lunch』に出演し、マイクを奪うなど時々父親を困らせるメルヴィン・ホールの息子を演じ、この映画をドキュメンタリーであると語った。
2005年、MTVムービー・アワードの司会を務め、『スター・ウォーズ エピソード3/シスの復讐』のムスタファーでのシーンのパロディでアナキン・スカイウォーカーを演じ、アナキンとパドメ・アミダラが最後の会話を交わした。2002年、『ピープル』誌が選ぶ『最も美しい50人』の1人に選ばれた。
2004年のワールドシリーズでセントルイス・カージナルスに4戦4勝で勝ったボストン・レッドソックスのファンであり、ドリュー・バリモアと共にブッシュ・メモリアル・スタジアムで『2番目のキス』の撮影を行なった。
2006年、女優パーカー・ポージーと共にTraktor 製作のペプシコーラのコマーシャル『Spontaneous Combustion 』に出演した。コマーシャルの中で、Newton の『Streamline 』に合わせてファロンとポージーは踊ったり飛び跳ねたりしている。同年10月、ロイヤル・アルバート・ホールにてアムネスティ・インターナショナルの啓蒙のためThe Secret Policeman's Ball の舞台に出演した。公演中3回登場し、1回目はショーン・ウィリアムソン扮するドアマンを騙すためデヴィッド・ボウイ、ジェリー・サインフェルド、デビッド・ブレインなどの物真似をした。ドアマンはファロンを『TAXI NY』に出演していた俳優だと気付くが、それでもドアを通そうとしない。ドアマンに追い出される前にファロンはラッセル・ブランドのふりをし、最終的にアル・マーレイの『pub landlord 』のネタの通り馬の着ぐるみで通り抜けようとする。また映画『The Magic Roundabout 』ではディランの声を担当している。
2007年、『Car Wash for Peace 』を作曲し、収益金を全て寄付した。また『ザ・トゥナイト・ショー・ウィズ・ジェイ・レノ』や『ザ・ビュー』で歌を披露し、Myspaceに曲を掲載した。またこの頃YouTubeで有名となったロンリーガールフィフティーンことジェシカ・ローズのパロディおよび歌をロンリーファロン32の名で製作された動画が様々なサイトに転載され広まった。
1999年、ファロンおよび姉のグロリアは『I Hate This Place: The Pessimist's Guide to Life 』を著した。予定されていた2冊目の『I Hate This Place 2: Tokyo Drift 』はいまだ出版されていない。またファロンは挿絵アダム・ストウワーによる子供向けの本『Snowball Fight 』も著した。
『Diggnation 』の放送第185回にも出演した。
2010年5月4日、NBCはファロンが第62回プライムタイム・エミー賞の司会を務めることを発表した。視聴者が前年より20万人以上増えたとみられる。
2012年4月24日、ノースカロライナ州チャペルヒルにあるノースカロライナ大学チャペルヒル校で放送を収録した。ゲストはバラク・オバマアメリカ合衆国大統領で、アメリカ連邦議会により学費ローンの支払い利息率が2倍になる可能性について語った。なお、この時の音楽ゲストはデイヴ・マシューズ。
2012年6月9日、ライアン・シークレストと共に『American Top 40』のゲスト司会者を務めた。
2012年6月12日、2枚目のコメディ・アルバム『Blow Your Pants Off 』を発表した。ティーボウイやニール・ヤングなど、ほとんどの曲が『レイト・ナイト』で物真似した曲である。またスティーヴン・コルベア、エディ・ヴェダー、ブルース・スプリングスティーン、ポール・マッカートニー、ジャスティン・ティンバーレイク、デイヴ・マシューズ、Big & Rich 、およびニュースキャスターのブライアン・ウィリアムズがゲスト出演した。2013年、第55回グラミー賞で最優秀コメディ・アルバム賞を受賞した。『American Songwriter 』誌のインタビューでファロンは「ジャスティン・ティンバーレイク、ポール・マッカートニー、エディ・ヴェダー、デイヴ・マシューズ、ブルース・スプリングスティーンなどが出れば、どんなコメディ・アルバムでもクレイジーになる。もしこれが15歳の頃だったら「Oh my God, this is awesome! 」と言うだろう。「デイヴ・マシューズって誰?」と言っただろうけれど。まだデビュー前だったからね」と語った。
2012年から2013年のシーズンでNBCの『Guys with Kids 』の製作、およびエグゼクティヴ・プロデューサーの1人を務めた。
2015年の『ジュラシック・ワールド』ではジミー・ファロンの名前のままでの役名で、ジャイロスフィアと言う球体の乗り物に搭載されている教育ビデオの案内役でカメオ出演した。

## プライベート

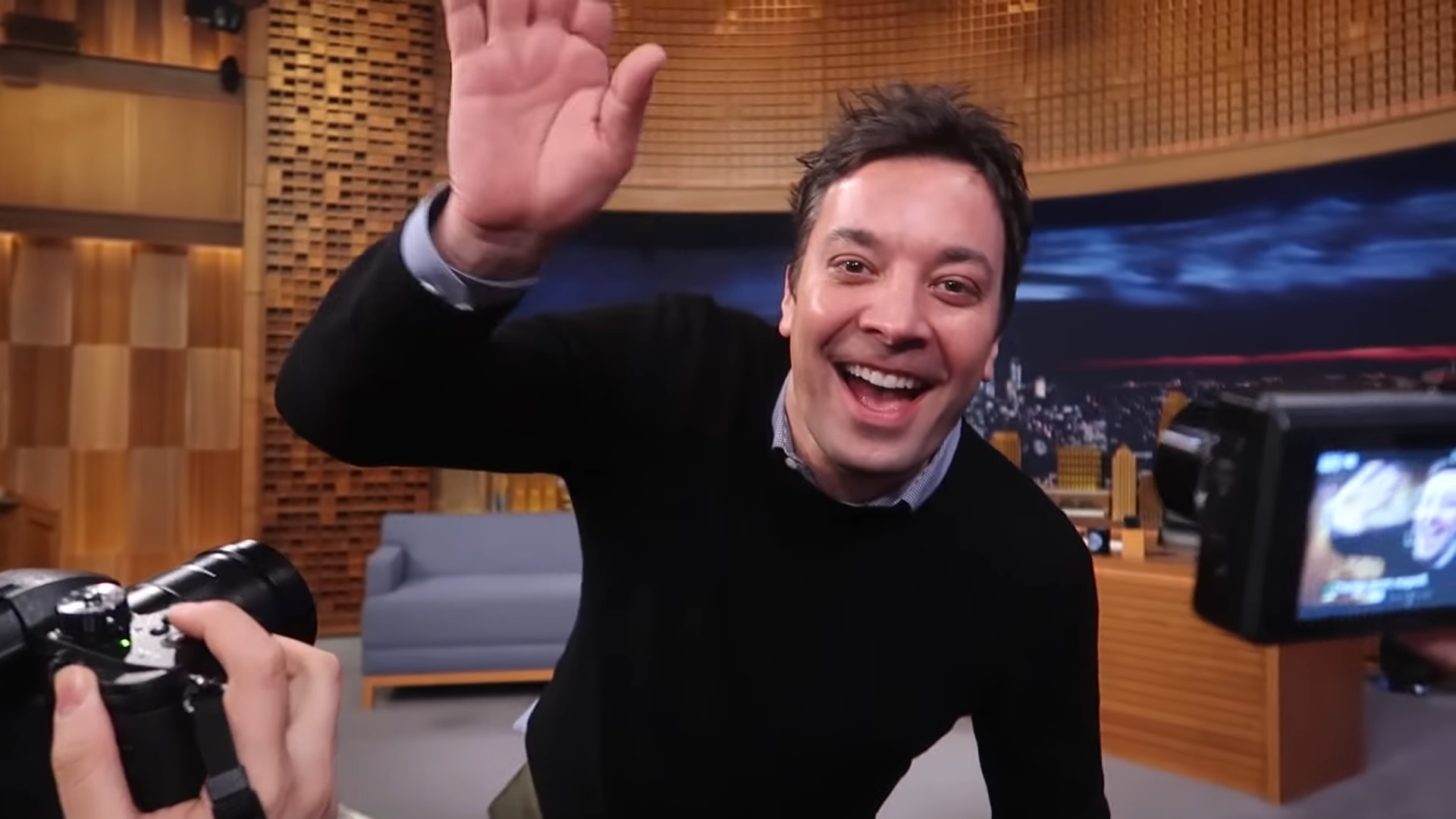
2019年のファロン

2007年12月22日、ドリュー・バリモアと共にFlower Films を立ち上げた映画プロデューサーのナンシー・ジョヴォネンと結婚した。2013年、代理母出産で娘を授かった。
ゲイリー・フリックという名のクリーム色の雌のゴールデン・レトリバーを飼っており、『レイト・ナイト』に時々出演した。
2011年2月22日、『ドクター・オズ・ショー』に出演した。ゲスト出演していた美容整形外科医のアーサー・ペリーに観客のいる前で左手のほくろを取ってもらった。

## テレビおよび映画作品

### 映画
| 公開年 | 邦題 原題                                                            | 役名                               | 備考                   |
| ------ | -------------------------------------------------------------------- | ---------------------------------- | ---------------------- |
| 2000   | あの頃ペニー・レインと Almost Famous                                 | デニス・ホープ                     |                        |
| 2002   | THE RUTLES 2: Can't Buy Me Lunch The Rutles 2: Can't Buy Me Lunch    | リポーター                         |                        |
| 2003   | 僕のニューヨークライフ Anything Else                                 | ボブ                               |                        |
| 2003   | The Entrepreneur                                                     | レイ                               | 1998年撮影、2003年公開 |
| 2004   | TAXI NY Taxi                                                         | アンディ・ウォッシュバーン         |                        |
| 2005   | 2番目のキス Fever Pitch                                              | ベン                               |                        |
| 2006   | The Magic Roundabout                                                 | ディラン                           | 声の出演               |
| 2006   | アーサーとミニモイの不思議な国 Arthur and the Invisibles             | ベタメッシュ                       | 声の出演               |
| 2006   | ファクトリー・ガール Factory Girl                                    | チャック・ウェイン                 |                        |
| 2008   | The Year of Getting to Know Us                                       | クリストファー・ロケット           |                        |
| 2009   | ローラーガールズ・ダイアリー Whip It                                 | “ホット・タブ”・ジョニー・ロケット |                        |
| 2009   | アーサーと魔王マルタザールの逆襲 Arthur and the Revenge of Maltazard | ベタメッシュ                       | 声の出演               |
| 2010   | アーサーとふたつの世界の決戦 Arthur 3: The War of the Two Worlds     | ベタメッシュ                       | 声の出演               |
| 2011   | ポルノ☆スターへの道 Bucky Larson: Born to Be a Star                  | 本人                               |                        |
| 2015   | ジュラシック・ワールド Jurassic World                                | 本人                               |                        |
| 2020   | 私の人生、代役に頼んでみた The Stand In                              | 本人                               |                        |

### テレビ
| 放映年    | 邦題 原題                                                                                     | 役名                     | 備考                                                             |
| --------- | --------------------------------------------------------------------------------------------- | ------------------------ | ---------------------------------------------------------------- |
| 1998-2011 | サタデー・ナイト・ライブ Saturday Night Live                                                  |                          | 120エピソード                                                    |
| 1998      | スピン・シティ Spin City                                                                      | 写真家                   | １エピソード『The Marrying Men 』                                |
| 2001      | バンド・オブ・ブラザース Band of Brothers                                                     | 2nd Lt. George C. Rice   | エピソード: 『Crossroads 』                                      |
| 2002      | MTV Video Music Awards 2002 MTV Video Music Awards                                            | 本人 / 司会              | 特別番組                                                         |
| 2005      | MTVムービー・アワード 2005 MTV Movie Awards                                                   | 本人 / 司会              | 特別番組                                                         |
| 2006      | Night of Too Many Stars: An Overbooked Event for Autism Education                             | Barry Gibb               | 特別番組                                                         |
| 2009-2012 | 30 ROCK/サーティー・ロック 30 Rock                                                            | 本人／ヤング・ジャック   | 4エピソード                                                      |
| 2009–2014 | レイト・ナイト・ウィズ・ジミー・ファロン Late Night with Jimmy Fallon                         | 本人 / 司会              | 出演、脚本、エグゼクティヴ・プロデューサー                       |
| 2009      | The Electric Company                                                                          | 本人                     | 8エピソード                                                      |
| 2009      | セサミストリート Sesame Street                                                                | Wild Nature Survivor Guy | エピソード: 『Wild Nature Survivor Guy 』                        |
| 2009      | ファミリー・ガイ Family Guy                                                                   | 本人 (声)                | エピソード: 『We Love You Conrad 』                              |
| 2010      | 第62回プライムタイム・エミー賞 62nd Primetime Emmy Awards                                     | 本人 / 司会              | 特別番組                                                         |
| 2011      | サタデー・ナイト・ライヴ Saturday Night Live                                                  | 本人 / 司会              | エピソード: 『ジミー・ファロン/マイケル・ブーブレ』              |
| 2011      | Silent Library                                                                                | 本人                     | エピソード: 『ジミー・ファロン/ザ・ルーツ』                      |
| 2011      | トップ・シェフ Top Chef                                                                       | 本人                     | エピソード: 『Feeding Fallon 』                                  |
| 2012      | アイ・カーリー iCarly                                                                         | 本人                     | エピソード: 『iShock America 』                                  |
| 2013      | サタデー・ナイト・ライヴ Saturday Night Live                                                  | 本人 / 司会              | エピソード: 『ジミー・ファロン/ジャスティン・ティンバーレイク    |
| 2014      | ザ・トゥナイト・ショー・スターリング・ジミー・ファロン The Tonight Show Starring Jimmy Fallon | 本人 / 司会              | 出演、脚本、エグゼクティヴ・プロデューサー 2014年2月17日放送開始 |

#### エグゼクティヴ・プロデューサーとして
| 年      | 題             | 特記事項                |
| ------- | -------------- | ----------------------- |
| 2012–13 | Guys with Kids | および製作 17エピソード |

#### 脚本家として
| 年      | 題             | 特記事項                |
| ------- | -------------- | ----------------------- |
| 2012–13 | Guys with Kids | および製作 17エピソード |

## ディスコグラフィ

### アルバム
- The Bathroom Wall (2002年) ドリームワークス・レコード
- Blow Your Pants Off (2012年) ワーナー・ブラザース・レコード

### シングル
- Idiot Boyfriend (2002年)
- Car Wash for Peace (2008年)
- Drunk On Christmas (feat. ジョン・リッチ（英語版）) (2010年)

## 受賞歴
| 年   | 賞                                                                               | 作品                                     | 結果       |
| ---- | -------------------------------------------------------------------------------- | ---------------------------------------- | ---------- |
| 2001 | ティーン・チョイス・アワード テレビ・パーソナリティ賞                            | サタデー・ナイト・ライヴ                 | ノミネート |
| 2002 | ティーン・チョイス・アワード テレビ・パーソナリティ賞                            | サタデー・ナイト・ライヴ                 | ノミネート |
| 2003 | 第45回グラミー賞 最優秀コメディ・アルバム賞                                      | The Bathroom Wall                        | ノミネート |
| 2003 | ティーン・チョイス・アワード テレビ・パーソナリティ賞                            | サタデー・ナイト・ライヴ                 | ノミネート |
| 2003 | ティーン・チョイス・アワード コメディアン賞                                      |                                          | ノミネート |
| 2004 | ティーン・チョイス・アワード コメディアン賞                                      |                                          | ノミネート |
| 2005 | ティーン・チョイス・アワード コメディ映画俳優賞                                  | 2番目のキス                              | ノミネート |
| 2005 | ティーン・チョイス・アワード 映画ラヴシーン賞                                    | 2番目のキス                              | ノミネート |
| 2005 | ティーン・チョイス・アワード 映画Hissy Fit賞                                     | 2番目のキス                              | ノミネート |
| 2005 | ティーン・チョイス・アワード 映画キス賞                                          | 2番目のキス                              | ノミネート |
| 2005 | ティーン・チョイス・アワード 映画カップル賞                                      | 2番目のキス                              | ノミネート |
| 2005 | ティーン・チョイス・アワード 映画Rockstar Moment賞                               | TAXI NY                                  | ノミネート |
| 2010 | ティーン・チョイス・アワード コメディアン賞                                      |                                          | ノミネート |
| 2010 | 第62回プライムタイム・エミー賞 インタラクティブ・メディア賞ノンフィクション部門  | レイト・ナイト・ウィズ・ジミー・ファロン | 受賞       |
| 2011 | 第63回 全米脚本家組合賞コメディ/バラエティ(およびトーク)番組賞                   | レイト・ナイト・ウィズ・ジミー・ファロン | ノミネート |
| 2011 | 第37回ピープルズ・チョイス・アワード オンライン・センセーション賞                |                                          | 受賞       |
| 2011 | ティーン・チョイス・アワード コメディアン賞                                      |                                          | ノミネート |
| 2011 | 第63回プライムタイム・エミー賞 バラエティ番組賞                                  | レイト・ナイト・ウィズ・ジミー・ファロン | ノミネート |
| 2011 | 第63回プライムタイム・エミー賞 インタラクティブ・メディア賞                      | レイト・ナイト・ウィズ・ジミー・ファロン | ノミネート |
| 2011 | 第63回プライムタイム・エミー賞 バラエティ番組脚本賞                              | レイト・ナイト・ウィズ・ジミー・ファロン | ノミネート |
| 2012 | 第38回ピープルズ・チョイス・アワード 深夜番組司会者賞                            | レイト・ナイト・ウィズ・ジミー・ファロン | 受賞       |
| 2012 | Critics' Choice Television Award for Best Talk Show                              | レイト・ナイト・ウィズ・ジミー・ファロン | 受賞       |
| 2012 | ティーン・チョイス・アワード コメディアン賞                                      |                                          | ノミネート |
| 2012 | 第64回プライムタイム・エミー賞 バラエティ番組賞                                  | レイト・ナイト・ウィズ・ジミー・ファロン | ノミネート |
| 2012 | 第64回プライムタイム・エミー賞 コメディ番組ゲスト俳優賞                          | サタデー・ナイト・ライヴ                 | 受賞       |
| 2013 | 第39回ピープルズ・チョイス・アワード 深夜トーク番組司会者賞                      | レイト・ナイト・ウィズ・ジミー・ファロン | 受賞       |
| 2013 | 第55回グラミー賞 最優秀コメディ・アルバム賞                                      | Blow Your Pants Off                      | 受賞       |
| 2013 | Critics' Choice Television Award for Best Talk Show                              | レイト・ナイト・ウィズ・ジミー・ファロン | ノミネート |
| 2013 | ティーン・チョイス・アワード コメディアン賞                                      |                                          | ノミネート |
| 2013 | 第65回プライムタイム・エミー賞 バラエティ番組賞                                  | レイト・ナイト・ウィズ・ジミー・ファロン | ノミネート |
| 2014 | 第40回ピープルズ・チョイス・アワード 深夜トーク番組司会者賞                      | レイト・ナイト・ウィズ・ジミー・ファロン | ノミネート |
| 2014 | エンターテインメント・ウィークリー誌が選ぶ「エンターテイナー・オブ・ザ・イヤー」 |                                          | 受賞       |